# Groupe d'IC 187
Le groupe d'IC 187 comprend au moins 14 galaxies situées dans les constellations du Bélier et du Triangle. La distance moyenne entre ce groupe et la Voie lactée est d'environ 69,7 Mpc (∼227 millions d'al). 

## Membres
Le tableau ci-dessous liste les 14 galaxies du groupe indiquées dans l'article de A.M. Garcia paru en 1993. Les galaxies IC 187, IC 1764, NGC 765 et NGC 776 ainsi que la galaxie UGC 1451 (notée 0155+2507 (pour CGCG 0155.6+2507)) sont aussi mentionnées par Abraham Mahtessian dans un article paru en 1998. Mahtessian donne cependant le nom de groupe de NGC 765 à ce groupe de cinq galaxies.   
| Nom                      | Const.   | Class.    | Type                     | α (J2000.0)   | δ (J2000.0) | Vitesse radiale (km/s) | m               | Distance (Mpc) | Dimension (kal) |
| ------------------------ | -------- | --------- | ------------------------ | ------------- | ----------- | ---------------------- | --------------- | -------------- | --------------- |
| IC 187 paire de galaxies | Triangle | SBa & Sb  | Spirale barrée & spirale | 02h 01m 30.7s | 26° 28′ 51″ | 5152 ± 10              | 12,9 & 13,0     | 72,0 ± 5,1     | 154             |
| IC 1764                  | Bélier   | SB(r)b    | Spirale barrée           | 02h 00m 23.4s | 24° 34′ 50″ | 5067 ± 3               | 13,3            | 70,8 ± 5,0     | 97              |
| NGC 765                  | Bélier   | SAB(rs)bc | Spirale intermédiaire    | 01h 58m 48.0s | 24° 53′ 33″ | 5120 ± 3               | 12,8            | 71,6 ± 5,0     | 211             |
| NGC 776                  | Bélier   | SAB(rs)b  | Spirale intermédiaire    | 01h 59m 54.5s | 23° 38′ 40″ | 4921 ± 6               | 12,4            | 68,6 ± 4,8     | 127             |
| UGC 1451                 | Bélier   | SB?       | Spirale barrée           | 01h 58m 30.0s | 25° 21′ 36″ | 4915 ± 3               | 11,52           | 68,5 ± 4,8     | 70              |
| UGC 1453                 | Bélier   | Im?       | Irrégulière magellanique | 01h 58m 45.8s | 24° 38′ 40″ | 4893 ± 1               | 12,938 ± 0,0151 | 68,2 ± 4,8     | 113             |
| UGC 1462                 | Bélier   | SBcd?     | Spirale barrée           | 01h 59m 09.4s | 25° 23′ 09″ | 5060 ± 2               | 12,84           | 70,7 ± 5,0     | 89              |
| UGC 1478                 | Bélier   | SB(rs)c   | Spirale barrée           | 02h 00m 14.9s | 24° 15′ 10″ | 4845 ± 1               | 13,00 ± 0,04    | 67,57 ± 4,7    | 66              |
| UGC 1479                 | Bélier   | Sc+       | Spirale                  | 02h 00m 19.0s | 24° 28′ 25″ | 4928 ± 7               | 11,96           | 68,7 ± 4,8     | 81              |
| UGC 1483                 | Bélier   | Im        | Irrégulière magellanique | 02h 00m 22.1s | 22° 53′ 00″ | 5117 ± 4               | ?               | 71,5 ± 5,0     | 90              |
| UGC 1510                 | Triangle | S?        | Spirale                  | 02h 01m 46.5s | 26° 32′ 49″ | 5001 ± 2               | 14,05           | 69,9 ± 4,9     | 40              |
| CGCG 482-38              | Bélier   | Sc        | Spirale                  | 01h 59m 55.3s | 24° 18′ 44″ | 5090 ± 5               | 13,11           | 71,1 ± 5,0     | 74              |
| CGCG 482-46              | Bélier   | S         | Spirale                  | 02h 01m 03.2s | 23° 25′ 04″ | 5037 ± 3               | 15,2 ± 0,4      | 70,3 ± 4,9     | 49              |
| CGCG 482-50              | Bélier   | Sc+       | Spirale                  | 02h 01m 49.1s | 23° 41′ 22″ | 4727 ± 10              | 15,5 ± 0,5      | 65,8 ± 4,6     | 48              |

- 1Dans le proche infrarouge.

Le site DeepskyLog permet de trouver aisément les constellations des galaxies mentionnées dans ce tableau ou si elles ne s'y trouvent pas, l'outil du site constellation permet de le faire à l'aide des coordonnées de la galaxie. Sauf indication contraire, les données proviennent du site NASA/IPAC. 